# Laura Benanti
Laura Benanti est une actrice et chanteuse américaine, née le 15 juillet 1979 à New York.

## Biographie
Elle est née à New York, elle est la fille de Linda Wonneberger et Martin Vidnovic (en) chanteurs à Broadway, d'origine serbe.
Jeune, ses parents divorcent et elle part vivre à Kinnelon au New Jersey avec sa mère et son beau père Salvatore Benanti.
Elle a été mariée avec Chris Barron (2005-2006) et Steven Pasquale (2007-2013). Le 15 novembre 2015, elle épouse en troisièmes noces, Patrick Brown. Le 11 août 2016, elle annonce sur les réseaux sociaux être enceinte d'une petite fille prévue pour l'hiver 2016-2017. Le 14 février 2017, elle donne naissance à leur premier enfant, une petite fille prénommée Ella Rose. Le 9 juillet 2022, elle accueille leur deuxième enfant, une petite fille prénommée Louisa Georgia via une mère porteuse.

## Filmographie
- 2006 : Dance with Me (Take the Lead) de Liz Friedlander : Tina
- 2011-2014 : New York, unité spéciale (série télévisée) : Maria Grazie (9 épisodes)
- 2012-2013 : Go On (série télévisée) : Lauren Bennett Schneider
- 2013 : Elementary (série télévisée) : Abigail Spencer (S02E04)
- 2015-2016 : Supergirl (série télévisée) : Alura Zor-El et Commandante Astra (personnages récurrents)
- 2014-2015 : Nashville (série télévisée) : Sadie Stone
- 2018-2021 : Younger (série télévisée) : Quinn Tyler
- 2021-2023 : Gossip Girl (série télévisée) : Katherine Kiki Hope
- 2023 : The Gilded Age (série télévisée) : Susan Blane (Saison 2, 3 épisodes)
- 2023 : Le Challenge (No Hard Feelings) de Gene Stupnitsky : la mère de Percy

## Voix francophones
En version française, Laura Benanti est principalement doublée par Marie Zidi, cette dernière étant notamment sa voix dans New York, unité spéciale, Royal Pains, Nurse Jackie, The Good Wife ou encore Le Challenge.
Si cette dernière est remplacée par Laurence Bréheret dans New York, unité spéciale, l'actrice est également doublée à deux reprises par Laurence Charpentier dans The Big C et Meskada (en). À titre exceptionnel, Véronique Picciotto lui prête sa voix dans Life on Mars, tout comme Marie-Ève Dufresne dans Supergirl, Marie-Frédérique Habert dans Younger, Valérie Nosrée dans Tick, Tick... Boom!, Laurence Dourlens dans Gossip Girl, Sophie Landresse dans Life and Beth, Victoria Grosbois dans The Gilded Age et Myrtille Bakouche dans Elsbeth.